# Popovac
Popovac (maďarsky Baranyabán, německy Ban) je vesnice a správní středisko stejnojmenné opčiny v Chorvatsku v Osijecko-baranjské župě. Nachází se asi 11 km severovýchodně od města Beli Manastir a asi 38 km severozápadně od Osijeku. V roce 2011 žilo v Popovaci 959 obyvatel, v celé opčině pak 2 089 obyvatel.
Součástí opčiny jsou celkem tři trvale obydlené vesnice.
- Branjina – 322 obyvatel
- Kneževo – 803 obyvatel
- Popovac – 959 obyvatel

Územím opčiny prochází státní silnice D7 a župní silnice Ž4017, Ž4018, Ž4019 a Ž4027. Protéká zde řeka Karašica.